# 百慕達眾議院
百慕達眾議院（英語：House of Assembly of Bermuda），是英國海外領土百慕達議會的下議院，共有36名議員，5年一任，以單議席選區制選出。

## 歷史
眾議院原本是百慕大議會唯一議院，1620年首次舉行會議。當時會議地點設於殖民地首府圣乔治斯聖彼得教堂直到議會大樓於同年落成為止。1815年，會議地點隨著首府遷至哈密尔顿而移師到舊市政廳舉行。1826年後，眾議院會議在會議大廈舉行。